# Petropavl
Petropavl (Kazachs: Петропавл, Petropavl; vroeger ook Petropavlovsk (Russisch: Петропавловск) geheten, is een - met district gelijkgestelde - stad in het noorden van Kazachstan, niet ver van de Russische grens, waar onder meer de bekende wielrenner Aleksandr Vinokoerov is geboren. De populatie (census uit 2020) is 202.454, waarvan 129.970 Russen (59,28%), 65.739 Kazachen (29,99%), en 6.573 Tataren (3,00%).

## Geboren
- Joeri Annenkov (1889-1974), kunstschilder
- Ivan Arzhanikov (1994), langebaanschaatser
- Daniil Fominykh (1991), wielrenner
- Roman Kretsj (1989), langebaanschaatser
- Aleksej Loetsenko (1992), wielrenner
- Natalija Rybakova (1981), schaatser
- Vadim Sjaksjakbajev (1971), schaatser
- Vladimir Sjatalov (1927), kosmonaut
- Vladimir Tretchikoff (1913-2006), kunstschilder
- Aleksandr Vinokoerov (1973), wielrenner